# تيار الكرامة
تيار الكرامة هو حزب سياسي لبناني يحظى بدعم كبير في مدينة طرابلس، شمال لبنان. معظم أعضائه من المسلمين السنة. 
كان الحزب، الذي كان يقوده رئيس الوزراء السابق عمر كرامي، جزءًا من تحالف 8 آذار، وهو متحالف مع حركة أمل. رئيس الحزب الحالي فيصل كرامي نجل عمر كرامي.
في الانتخابات العامة اللبنانية لعام 2018، انتُخب فيصل كرامي وجهاد الصمد نائبيْن عن طرابلس على قائمة «الكرامة الوطنية». مرشح آخر من القائمة، طه ناجي، خسر بفارق ضئيل أمام ديما جمالي من تيار المستقبل، وهي نتيجة أبطلها المجلس الدستوري. استعاد جمالى المقعد في انتخابات فرعية في مايو 2019.